# Maydell (Adelsgeschlecht)

Wappen derer von Maydell

Maydell ist der Name eines deutschbaltischen zum Uradel gehörenden Geschlechts, das mehrere Jahrhunderte in Estland ansässig war und dort zu den notorischen Familien zählte. In Dokumenten und Texten der ersten Jahrhunderte ist der Familienname gelegentlich in der Schreibweise Maydel oder Maidel angegeben. 

## Geschichte
Vermutlich ist die Familie wie einige andere Ritterfamilien aus Norddeutschland nach Estland gekommen, als die im Norden des Landes gelegenen Landschaften Harrien und Wierland zum Herrschaftsbereich des dänischen Königs gehörten (1219–1227 und 1238–1346). Sie ist wahrscheinlich nach ihrem ersten nachweisbaren Lehen in Estland, dem wierländischen Dorf Maidla, benannt. Das Dorf wird schon im Jahre 1241 unter dem Namen Maydalae erwähnt, war damals jedoch im Besitz des dänischen Statthalters zu Reval Dominus Saxo.
 

Welchen Namen die von Maydell ursprünglich geführt haben und aus welcher norddeutschen Region sie einst gekommen sind, ist unbekannt. Belegt ist, dass es im Lüneburgischen und im Herzogtum Sachsen-Lauenburg schon im 13. Jahrhundert eine Familie von Wittorf (auch Wittorp) gegeben hat, deren Wappen mit jenem identisch ist, welches so anfänglich auch die Maydells geführt haben: drei aufrecht schwimmende Fische in einem Schräglinksstrom. Mit diesen verwandt und ursprünglich eines Wappens waren auch die von Thun, die in Mecklenburg und im Fürstentum Rügen zu Einfluss und Besitz gelangten. 

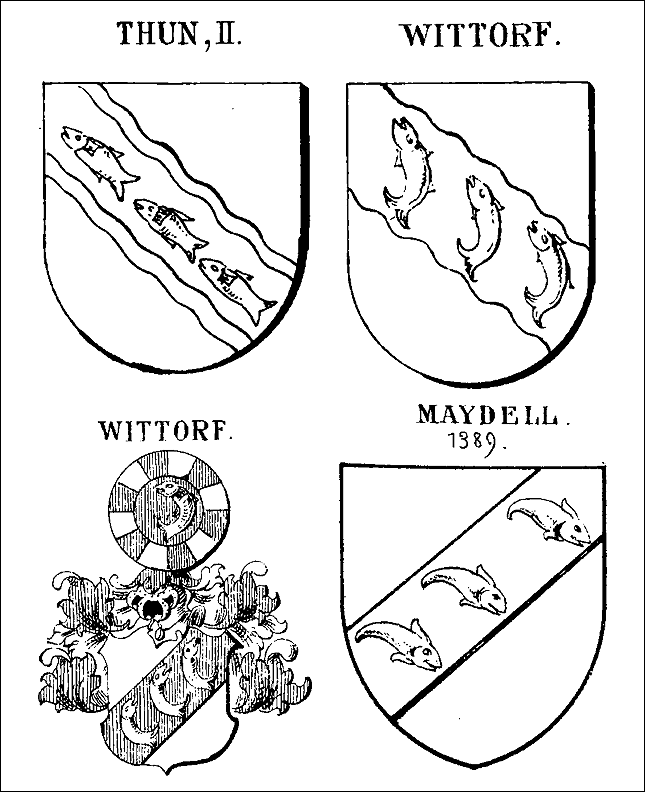
Entnommen den entsprechenden Bänden des Neuen Siebmacher: Ausgestorbener Mecklenburgischer Adel (J. Siebmachers's großes Wappenbuch, Band 6, Abt. 10) für Wittorf 1328 u. Thun 1324, Der Adel der Russ. Ostseeprovinzen, (J. Siebmachers's großes Wappenbuch, Band 3, Abt. 11) für Maydell

 Ob diese Familien eines Stammes mit den Maydell sind, bleibt bis auf Weiteres ungewiss. Die Ausbreitung einer Familie von Norddeutschland aus im Zuge der Christianisierung des Ostseeraums unter mehreren Namen ist kein Einzelfall. Die Annahme eines neuen Namens in Anlehnung an Grundbesitz in Estland findet sich entsprechend so auch bei den von Wrangel und von Uexküll. Estnische Historiker haben verschiedentlich die These befürwortet, die Maydell seien keine eingewanderte, sondern eine bereits vor der Christianisierung in Estland ansässige Familie, die vom dänischen König belehnt worden sei. 
Die älteste urkundliche Erwähnung der Familie stammt aus dem Jahre 1363, als Hennekinus Maydel zusammen mit dem Ratsherrn Gerhardus Witte in Reval, dem heutigen Tallinn, ein Haus erwarb. Das Vorhandensein weiterer Namensträger, deren Väter verschiedene Vornamen tragen, und weiterer Urkunden über Grund- und Hausbesitz im ausgehenden 14. Jahrhundert spricht dafür, dass Henneke Maydel den Namen nicht in erster Generation getragen hat. In der Folgezeit breitete sich das Geschlecht stark im Westen von Estland und im angrenzenden Livland aus. Später war es eine Zeit lang auch in Kurland vertreten.
Ein seit der zweiten Hälfte des 17. Jahrhunderts im Hannoverschen und später auch in Mecklenburg ansässiger Zweig der Familie ist 1869 erloschen. 
Die Nachkommen des dänischen Hofjunkers Gertken Meidel begründeten im 17. Jahrhundert eine skandinavische Linie, die noch heute in Norwegen als Slekten Meidell blüht. Diese Branche führte teils aufgrund einer Heirat das Wappen der Barclay de Tolly und stand zeitweilig nicht in direktem Kontakt mit den Maydells im Baltikum. Anfang des 20. Jahrhunderts erfolgte jedoch die gegenseitige Anerkennung als stammverwandt, die Adoption eines Meidell und die Aufnahme in den Familienverband als Haus Liselund.

Das Geschlecht derer von Maydell gehörte zur Estländischen Ritterschaft, mit einigen Familienzweigen jedoch zur Livländischen bzw. Kurländischen Ritterschaft. Am 26. Juni 1693 verlieh der schwedische König Karl XI. dem in schwedischen Diensten stehenden Georg Johann Maydell seiner militärischen Verdienste wegen den Freiherrntitel. Damit verbunden war seine Aufnahme in die Schwedische Ritterschaft. Der vom schwedischen Freiherrn Georg Johann Maydell gegründete Familienzweig starb jedoch bereits im Jahre 1814 aus. 

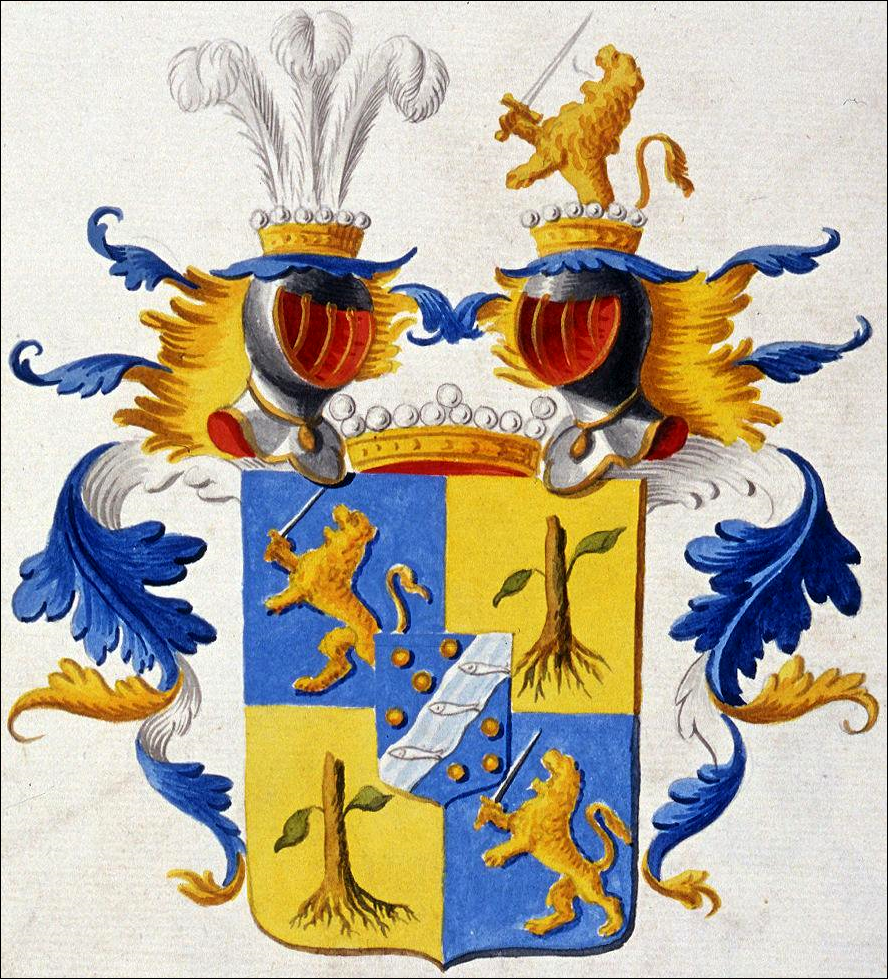
Wappen der schwedischen Linie

Deutsche Universitätsakten des 17. und 18. Jahrhunderts führen Angehörige der Familie als Freiherren, so Jakob Friedrich 1671 in Leipzig und Georg Gustav 1752 in Halle.
Wie bei anderen namhaften Familien des baltischen Uradels erfolgen zur russischen Zeit der baltischen Provinzen Estland, Livland und Kurland offizielle Anerkennungen des freiherrlichen Standes respektive der Führung des Titels, zuletzt für das Gesamtgeschlecht mit Ukas des kaiserlich russischen Senats vom 7. Dezember 1854.
Als Folge des Hitler-Stalin-Paktes mussten die im Baltikum ansässigen von Maydell wie die meisten Deutschbalten im Jahre 1939 ihre Heimat verlassen und wurden in das von deutschen Truppen besetzte Gebiet um Posen („Warthegau“) umgesiedelt. Heute leben die Angehörigen der Familie von Maydell überwiegend in Deutschland, einige Familienzweige aber auch in anderen Ländern wie etwa in Österreich, Südafrika und Kanada.

## Wappen

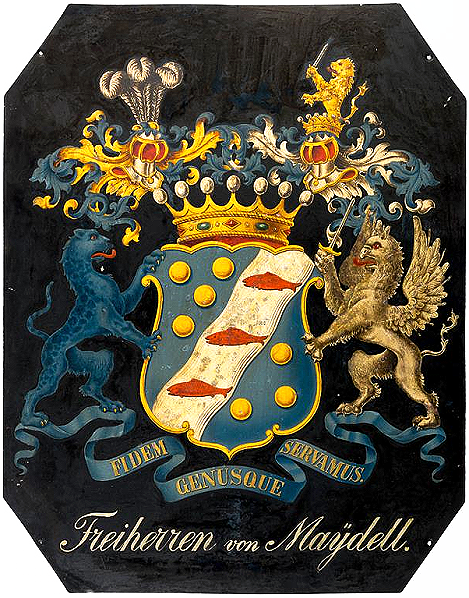
Wappentafel im Ritterhaus der Estländischen Ritterschaft auf dem Domberg von Reval / Tallinn

Auf blauem Grund ein mit drei natürlichen Fischen belegter silberner Schräglinksstrom, oben von vier, unten von drei goldenen Kugeln begleitet. Auf dem Helm mit blau-goldenen und blau-silbernen Decken ein Wulst mit drei silbernen Straußenfedern. Die Kugeln (nach anderer Lesart Brote) und damit die Farbe Gold sowie die Straußenfedern sind spätere Zutaten. Ältere Wappen zeigen als Helmzier einen Stoß Pfauenfedern. Als Farben der Helmdecken finden sich bei älteren Darstellungen Rot, Blau und Gold sowie Rot als Farbe der Fische (so auch bei den norwegischen Meidell). Bis in das frühe 19. Jahrhundert schwimmen die Fische deutlich erkennbar stromaufwärts. Ältere Wappenlexika bezeichnen die Fische entsprechend als Lachse. Dass die Fische später nach links gedreht (heraldisch nach rechts blickend) erscheinen, entspricht der in der Spätzeit der Heraldik gängigen Regel für Wappentiere. 

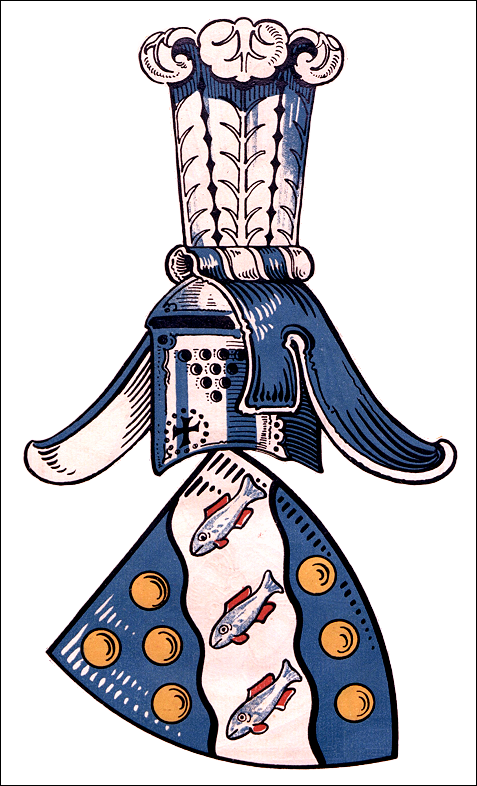
Maydell, Baltischer Wappenkalender, Kunstanstalt Tode, Riga 1902

## Personen
- Gertrud Maydell, erwähnt 1554–1559, Äbtissin des Klosters St. Michaelis in Reval
- Tönnies Maydell († 1600), Admiral der schwedischen Flotte, Landrat, erster Ritterschaftshauptmann in der Geschichte der Estländischen Ritterschaft 1593–1598
- Jürgen Maydell († 22. Juli 1637), Landrat, schwedischer Statthalter auf Schloss Lohde in Estland
- Hermann Maydell († vor 1642), polnischer Kammerherr, Präsident des Landratskollegiums im kurländischen Stift Pilten
- Otto Ernst von Maydell (1608–1670), polnischer Obristleutnant, Starost von Pilten, Erbherr von Zierau, Pundicken, Rawen und Birsen, Herr auf Puhnien und Schloss Dondangen in Kurland
- Georg Johann Freiherr von Maydell (1648–1710), schwedischer General der Infanterie, schwedischer Freiherr seit 26. Juni 1693
- Otto Wulbrand von Maydell (1680–1747), kurfürstlich hannoverscher Generalleutnant
- Otto Johann Freiherr von Maydell (1682– nach 1736), schwedischer und russischer Generalmajor[8]
- Georg Gustav von Maydell († nach 1752), Jurist aus Livland, Respondent in Halle
- Carl August von Maydell (1733–1802), kurfürstlich hannoverscher Generalleutnant[9]
- Ernst von Maydell (1767–1843), estländischer Landrat[10]
- Reinhard Gottlieb von Maydell (1771–1846), estländischer Landrat und Konsistorialpräsident[11]
- August Baron von Maydell (1787–1869), russischer Generalleutnant[12]
- Georg Gustav Baron von Maydell (1791–1876), Wirklicher Staatsrat, Präsident des kurländischen Kameralhofs, Vizegouverneur von Kurland
- Friedrich Ludwig von Maydell (1795–1846), Historienmaler, Freund und Weggenosse von Ludwig Richter in Italien.[13]
- Karl Baron von Maydell (1798–1856), russischer Generalmajor[14]
- Karl Anton Baron von Maydell (1816–1885), russischer Generalleutnant der Artillerie[15]
- Georg Benedikt Baron von Maydell (1817–1881), russischer General, Kommandeur der Peter-und-Paul-Festung in St. Petersburg
- Peter von Maydell (1819–1884), Arzt, Reformator des Sanitätswesens von St. Petersburg
- Gregor Baron von Maydell (1821–1876), russischer Konteradmiral[16]
- Eduard Baron von Maydell (1830–1899), russischer Kammerherr und Wirklicher Staatsrat, Ritterschaftshauptmann der Estländischen Ritterschaft 1871–1878 und 1890–1892
- Eduard Baron von Maydell (1842–1918), russischer Generalmajor[17]
- Christoph Baron von Maydell (1834– ), russischer Generalmajor[18]
- Gerhard Baron von Maydell (1835–1894), Geograph und Ethnologe, Erforscher Ostsibiriens
- Viktor Baron von Maydell (1838–1898), Eisenbahningenieur, Stadtverordneter in Reval ab 1877, Stadtrat ab 1880, Stadthaupt (Bürgermeister) von Reval 1885–1893
- Reinhold (Roman) Baron von Maydell (1859–1931), russischer Generalmajor[19],
- Ignaz Baron von Maydell (1864–1930), russischer Generalleutnant, Prof. der Chemie an der Universität Laibach[20]
- Anna von Maydell (1861–1944), deutsch-baltische Malerin und Metalltreiberin
- Wladimir Baron von Maydell (1864–1919), russischer Generalleutnant, Kommandeur der Persischen Kosakenbrigade 1915–1917, letzter Adjutant von Zar Nikolaus II.
- Ernst von Maydell (1888–1960), deutsch-baltischer Grafiker und Kunstmaler[21]
- Eveline von Maydell (1890–1962), deutsche Silhouetten-Künstlerin
- Walter Freiherr von Maydell, (1912–1945), SS-Hauptsturmführer bei der Waffen-SS
- Gustav Adolf Baron von Maydell (1919–1959), deutscher Zoologe und Forscher
- Hans-Jürgen Baron von Maydell (1932–2010), deutscher Forstwissenschaftler
- Bernd Baron von Maydell (1934–2018), deutscher Sozial- und Arbeitsrechtler
- Sabine von Maydell (* 1955), deutsche Schauspielerin
- Oona von Maydell (* 1985), deutsche Schauspielerin